# Marcel Pronovost
Joseph René Marcel Pronovost, född 15 juni 1930, död 26 april 2015, var en kanadensisk professionell ishockeyback och ishockeytränare.
Han var bror till Claude Pronovost och Jean Pronovost och släkt med Anthony Mantha.

## Spelare
Pronovost tillbringade 21 säsonger i den nordamerikanska ishockeyligan National Hockey League (NHL), där han spelade för Detroit Red Wings och Toronto Maple Leafs. Han producerade 345 poäng (88 mål och 257 assists) samt drog på sig 847 utvisningsminuter på 1 206 grundspelsmatcher.
Han spelade också för Indianapolis Capitals i American Hockey League (AHL); Tulsa Oilers i Central Hockey League (CHL); Detroit Auto Club i International Hockey League (IHL) samt Windsor Spitfires i OHA-Jr.
Pronovost vann Stanley Cup för säsongerna 1949–1950, 1951–1952, 1953–1954, 1954–1955 och 1966–1967.
År 1978 blev han invald i Hockey Hall of Fame under kategorin "spelare".

### Statistik
| 1947–1948      | Windsor Spitfires     | OHA-Jr.        | 33   | 6  | 18  | 24  | 61  | 12  | 1 | 3  | 4  | 28  |
|                | Detroit Auto Club     | IHL            | 19   | 5  | 3   | 8   | 53  | —   | — | —  | —  | —   |
| 1948–1949      | Windsor Spitfires     | OHA-Jr.        | 42   | 14 | 23  | 37  | 126 | 4   | 1 | 5  | 6  | 2   |
|                | Detroit Auto Club     | IHL            | 9    | 4  | 4   | 8   | 24  | 6   | 3 | 1  | 4  | 15  |
| 1949–1950      | Detroit Red Wings     | NHL            | —    | —  | —   | —   | —   | 9   | 0 | 1  | 1  | 10  |
|                | Omaha Knights         | USHL           | 69   | 13 | 39  | 52  | 100 | 7   | 4 | 9  | 13 | 9   |
| 1950–1951      | Detroit Red Wings     | NHL            | 37   | 1  | 6   | 7   | 20  | 6   | 0 | 0  | 0  | 0   |
|                | Indianapolis Capitals | AHL            | 34   | 9  | 23  | 32  | 44  | —   | — | —  | —  | —   |
| 1951–1952      | Detroit Red Wings     | NHL            | 69   | 7  | 11  | 18  | 50  | 8   | 0 | 1  | 1  | 10  |
| 1952–1953      | Detroit Red Wings     | NHL            | 68   | 8  | 19  | 27  | 72  | 6   | 0 | 0  | 0  | 6   |
| 1953–1954      | Detroit Red Wings     | NHL            | 57   | 6  | 12  | 18  | 50  | 12  | 2 | 3  | 5  | 12  |
| 1954–1955      | Detroit Red Wings     | NHL            | 70   | 9  | 25  | 34  | 90  | 11  | 1 | 2  | 3  | 6   |
| 1955–1956      | Detroit Red Wings     | NHL            | 68   | 4  | 13  | 17  | 46  | 10  | 0 | 2  | 2  | 8   |
| 1956–1957      | Detroit Red Wings     | NHL            | 70   | 7  | 9   | 16  | 38  | 5   | 0 | 0  | 0  | 6   |
| 1957–1958      | Detroit Red Wings     | NHL            | 62   | 2  | 18  | 20  | 52  | 4   | 0 | 1  | 1  | 4   |
| 1958–1959      | Detroit Red Wings     | NHL            | 69   | 11 | 21  | 32  | 44  | —   | — | —  | —  | —   |
| 1959–1960      | Detroit Red Wings     | NHL            | 69   | 7  | 17  | 24  | 38  | 6   | 1 | 1  | 2  | 2   |
| 1960–1961      | Detroit Red Wings     | NHL            | 70   | 6  | 11  | 17  | 44  | 9   | 2 | 3  | 5  | 0   |
| 1961–1962      | Detroit Red Wings     | NHL            | 70   | 4  | 14  | 18  | 38  | —   | — | —  | —  | —   |
| 1962–1963      | Detroit Red Wings     | NHL            | 69   | 4  | 9   | 13  | 48  | 11  | 1 | 4  | 5  | 8   |
| 1963–1964      | Detroit Red Wings     | NHL            | 67   | 3  | 17  | 20  | 42  | 14  | 0 | 2  | 2  | 14  |
| 1964–1965      | Detroit Red Wings     | NHL            | 68   | 1  | 15  | 16  | 45  | 7   | 0 | 3  | 3  | 4   |
| 1965–1966      | Toronto Maple Leafs   | NHL            | 54   | 2  | 8   | 10  | 34  | 4   | 0 | 0  | 0  | 6   |
| 1966–1967      | Toronto Maple Leafs   | NHL            | 58   | 2  | 12  | 14  | 28  | 12  | 1 | 0  | 1  | 8   |
| 1967–1968      | Toronto Maple Leafs   | NHL            | 70   | 3  | 17  | 20  | 48  | —   | — | —  | —  | —   |
| 1968–1969      | Toronto Maple Leafs   | NHL            | 34   | 1  | 2   | 3   | 20  | —   | — | —  | —  | —   |
| 1969–1970      | Toronto Maple Leafs   | NHL            | 7    | 0  | 1   | 1   | 4   | —   | — | —  | —  | —   |
|                | Tulsa Oilers          | CHL            | 53   | 1  | 16  | 17  | 23  | 2   | 0 | 0  | 0  | 0   |
| 1970–1971      | Tulsa Oilers          | CHL            | 17   | 0  | 0   | 0   | 4   | —   | — | —  | —  | —   |
| NHL totalt     | NHL totalt            | NHL totalt     | 1206 | 88 | 257 | 345 | 851 | 134 | 8 | 23 | 31 | 104 |
| CHL totalt     | CHL totalt            | CHL totalt     | 70   | 1  | 16  | 17  | 28  | 2   | 0 | 0  | 0  | 0   |
| IHL totalt     | IHL totalt            | IHL totalt     | 28   | 9  | 7   | 16  | 77  | 6   | 3 | 1  | 4  | 15  |
| OHA-Jr. totalt | OHA-Jr. totalt        | OHA-Jr. totalt | 75   | 20 | 41  | 61  | 187 | 16  | 2 | 8  | 10 | 30  |

## Tränare
Pronovost inledde sin tränarkarriär med att vara spelande tränare för Tulsa Oilers mellan 1969 och 1971. Han fortsatte en säsong till att vara tränare, den här gången på heltid. År 1972 utsågs han till ny tränare för Chicago Cougars (WHA) men det varade dock bara en säsong. Två år senare utsågs han till tränare för Festivals de Hull (LHJMQ) och blev kvar där även efter att laget bytte namn till Olympiques de Hull. År 1977 blev han utnämnd som ny tränare för Buffalo Sabres (NHL) men fick sparken i december 1978. Pronovost återvände då till Olympiques de Hull, det varade dock bara till mitten av säsongen 1979–1980 när han utsågs till ny assisterande tränare för sitt gamla NHL-lag Detroit Red Wings. Han var där fram till 1981 när Pronovost blev ny tränare för Windsor Spitfires (OHL). Han fick lämna Spitfires 1983. Sju år senare utsågs han till talangscout för New Jersey Devils (NHL) och var där fram tills hans död. Under tiden i Devils var han med och vinna Stanley Cup för säsongerna 1994–1995, 1999–2000 och 2002–2003.

### Statistik
Källa: 
| Lag             | Liga       | Säsong     | Grundserie | Grundserie | Grundserie | Grundserie | Grundserie | Grundserie  | Slutspel                  |  |
| Lag             | Liga       | Säsong     | Matcher    | Vinster    | Förluster  | Oavgjorda  | Poäng      | Placering   | Resultat                  |  |
| --------------- | ---------- | ---------- | ---------- | ---------- | ---------- | ---------- | ---------- | ----------- | ------------------------- |  |
| Chicago Cougars | WHA        | 1972–1973  | 78         | 26         | 50         | 2          | 54         | 6:a i West  | Missade slutspel.         |  |
| Buffalo Sabres  | NHL        | 1977–1978  | 80         | 44         | 19         | 17         | 105        | 2:a i Adams | Förlorade i andra rundan. |  |
| Buffalo Sabres  | NHL        | 1978–1979  | 24         | 8          | 10         | 6          | 22         | Sparkad.    | Sparkad.                  |  |
| NHL totalt      | NHL totalt | NHL totalt | 104        | 52         | 29         | 23         | 127        |             |                           |  |